# Beckington Castle
Koordinaten: 51° 15′ 44″ N, 2° 17′ 18″ W

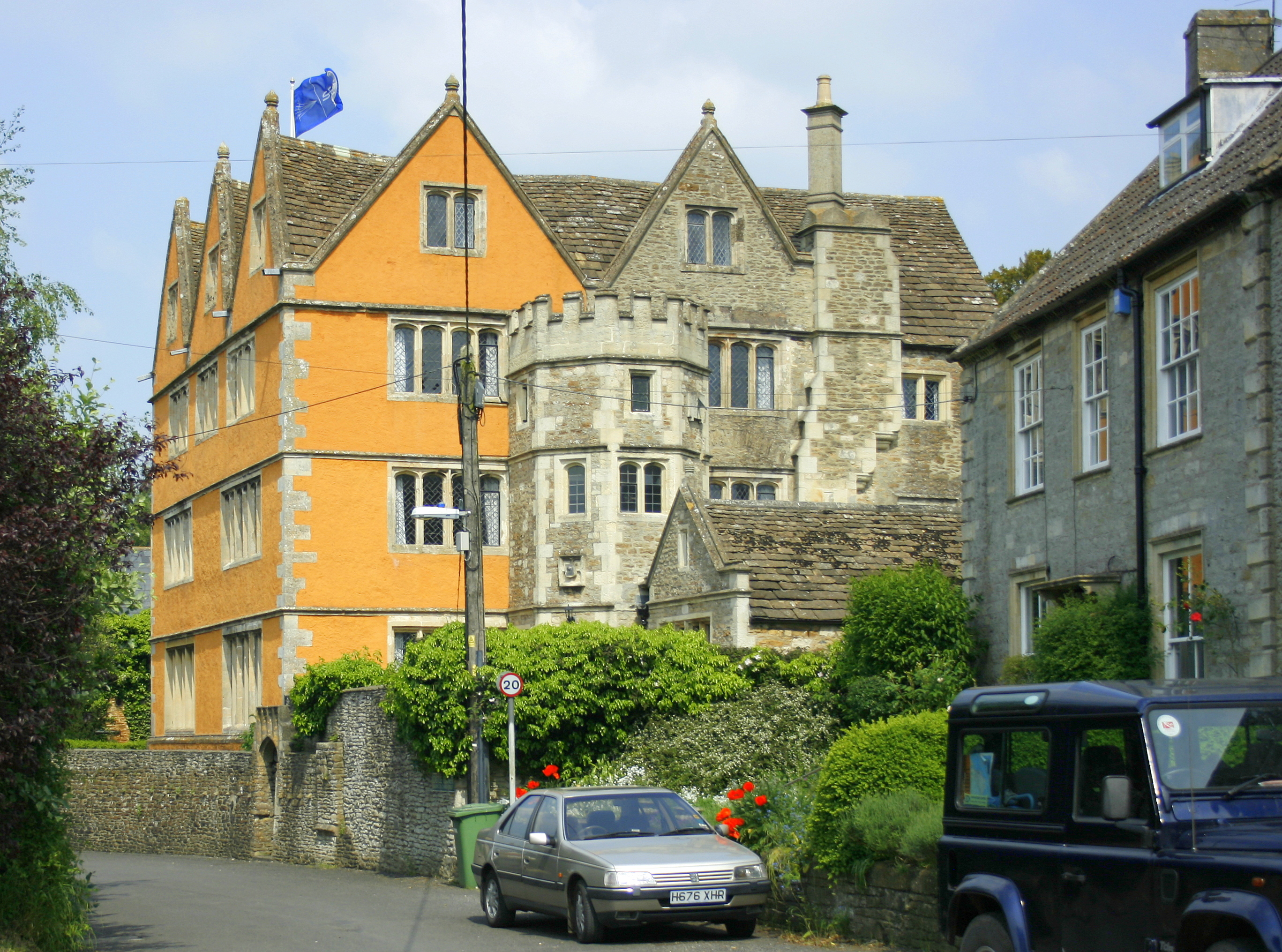
Beckington Castle 2008

Beckington Castle ist ein historisches Wohnhaus in dem Dorf Beckington in Somerset, England. Das Gebäude ist im Grade II* als Listed Building eingestuft.
Es wurde zu Beginn des 17. Jahrhunderts an der Stätte eines mittelalterlichen Bauwerkes errichtet und war Wohnsitz verschiedener Honoratioren und diente auch als Schule und Hotel. Heute wird es als Bürogebäude genutzt.

## Geschichte
Das Gebäude wurde anstelle eines früheren, mittelalterlichen Bauwerkes zu Beginn des 17. Jahrhunderts erbaut von William Long, einem Tuchmacher und dem Gründer der Kirche St George. In 1569 lebte dessen Sohn Thomas hier. Irgendwann vor 1616 wurde es an James Ley, 1. Earl of Marlborough verkauft.

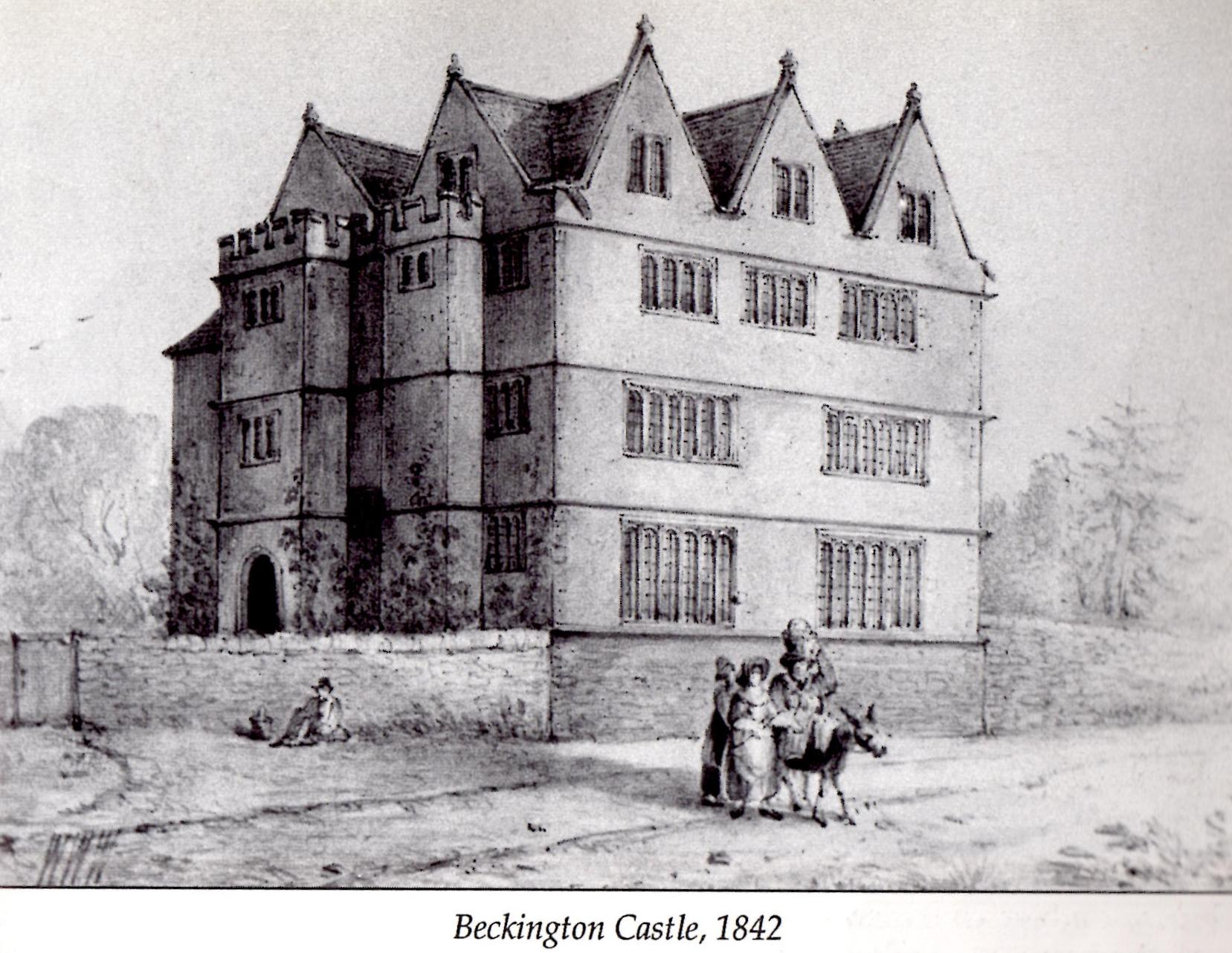
Beckington Castle 1842

Mehrere ortsansässige Kaufleute besaßen das Haus im Laufe des 18. Jahrhunderts, etwa Christopher Brewer, Samuel Love und Nathaniel Mortimer. In den 1780er Jahren gelangte Beckington Castle in den Besitz der Familie Chislett, die es bis 1870 behielt. Erstmals 1839 wurde die Bezeichnung „Castle House“ auf das Haus angewandt. Daraus wurde später „The Castle“ und schließlich „Beckington Castle“. 1870 kaufte George Esdaile das Anwesen für 450 Pfund Sterling. Der nächste Besitzer war der Colonel Augustus Hill, in dessen Eigentum es sich von 1896 bis 1901 befand.
Edward Milles Nelson war von 1902 bis 1926 Eigentümer des Hauses. Nelson war Präsident der Royal Microscopical Society und Autor des Buches The Cult of Circle Builders. Danach war es das Haus von Captain Hamilton von den  Coldstream Guards, der später den Titel 3. Baron Hamilton of Dalzell erbte. 1942 wurde darin sein Sohn, der Politiker Archie Hamilton, Baron Hamilton of Epsom geboren.
Das Anwesen diente auch als Hotel und als Ausstellungsraum für Antiquitäten. Von 1945 bis 1970 wurde es von der Ravenscroft School genutzt. Als im Februar 1966 im Heizraum des Bauwerks ein Feuer ausbrach, wurde der Großteil der Innenausstattung vernichtet. Die Schule wurde für eine Woche geschlossen und setzte dann ihren Betrieb in den Nebengebäuden fort, bis die Schäden beseitigt waren.
Beckington Castle wurde 1989 in schlechtem Zustand von Systems Engineering & Assessment Ltd (SEA) gekauft; dieses Unternehmen gewährt dem britischen Verteidigungsministerium Unterstützung in technischen Belangen und bei der Beschaffung. 1995 und 1996 wurde Beckington Castle mit der Unterstützung der Stadtverwaltung und durch English Heritage renoviert und dient seitdem SEA als deren Firmensitz.
Das Gebäude hat den Ruf, es spuke in ihm. Es war möglicherweise das erste Anwesen in England, das in einer Verkaufsanzeige mit diesem Merkmal angepriesen wurde. 2007 wurde eine Untersuchung auf paranormale Aktivität durchgeführt.

## Architektur
Das dreistöckige Gebäude hat drei hohe Giebel mit Mauerkronen und Giebelreitern an der Vorderseite und zwei ähnliche Seitengiebeln auf jeder Seite.